# Moose Lake
Moose Lake è una città degli Stati Uniti d'America, situata in Minnesota, nella Contea di Carlton.